# Faux-Vésigneul

Faux-Vésigneul este o comună în departamentul Marne, Franța. În 2009 avea o populație de 237 de locuitori.